# Liste der Baudenkmäler in Otting

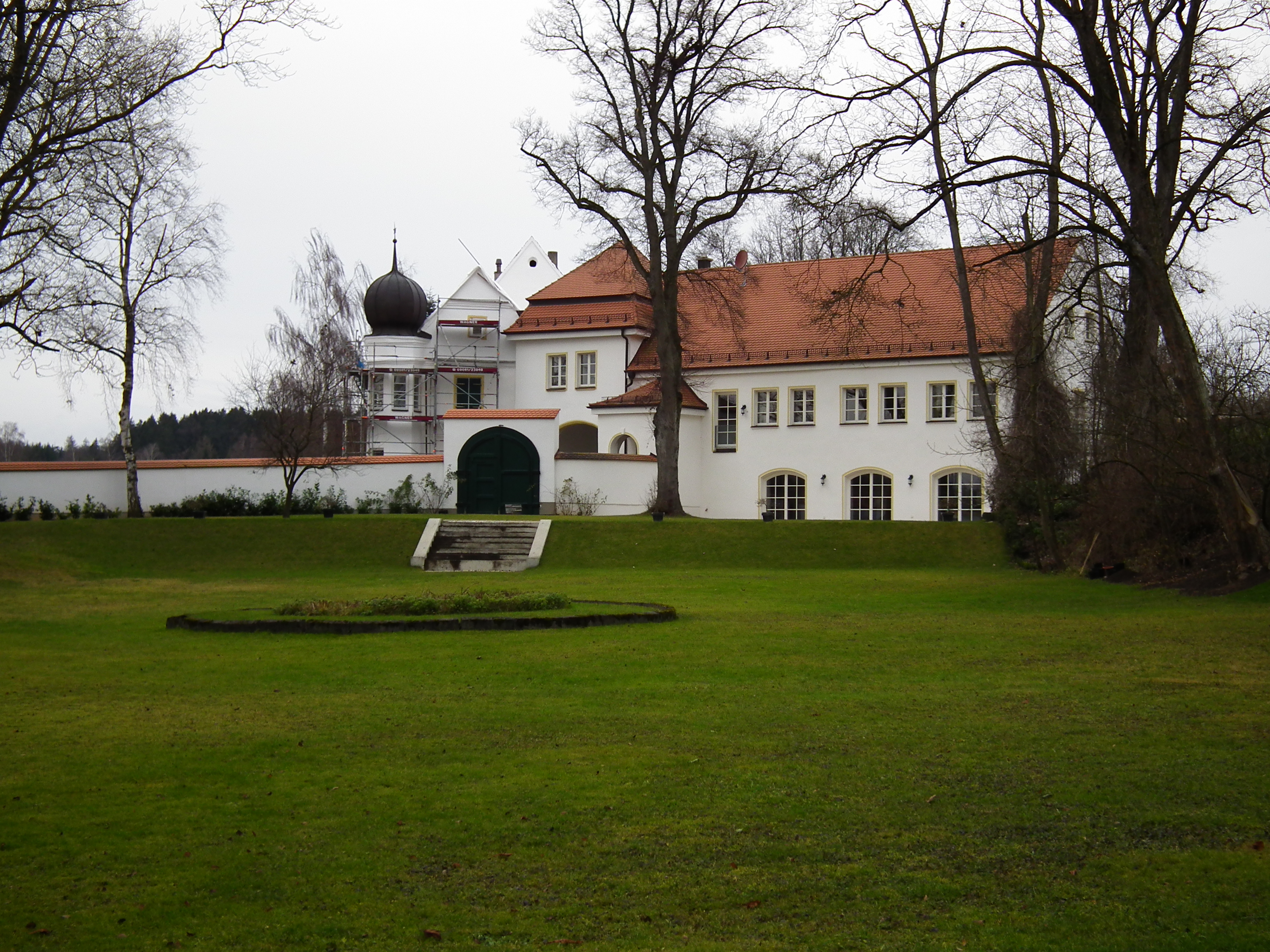
Park und Schloss Otting

Auf dieser Seite sind die Baudenkmäler in der schwäbischen Gemeinde Otting zusammengestellt. Diese Tabelle ist eine Teilliste der Liste der Baudenkmäler in Bayern. Grundlage ist die Bayerische Denkmalliste, die auf Basis des Bayerischen Denkmalschutzgesetzes vom 1. Oktober 1973 erstmals erstellt wurde und seither durch das Bayerische Landesamt für Denkmalpflege geführt wird. Die folgenden Angaben ersetzen nicht die rechtsverbindliche Auskunft der Denkmalschutzbehörde.

## Baudenkmäler nach Ortsteilen

### Otting
| Lage                              | Objekt                                                                    | Beschreibung | Akten-Nr.    | Bild           |
| --------------------------------- | ------------------------------------------------------------------------- | --- | ------------ | -------------- |
| Kapellstraße 1 (Standort)         | Katholische Schlosskapelle Mater Dolorosa, ehemals auch Wallfahrtskapelle | einschiffiger, segmentbogig geschlossener Bau mit Sakristeianbau im Südosten, profiliertem Traufgesims und oktogonalem Dachreiter mit Zwiebelhaube über der mit Pilastern, Profilgesimsen, Volutengiebel und Ädikularahmung um das Portal reich gegliederten Westfassade, mit Wappenstein, 1685 Bau einer kleinen Kapelle, wohl jetzige Sakristei, durch Abraham Bluem, Neubau 1702 ff., 1853 nach Einsturz Erneuerung des Gewölbes; mit Ausstattung | D-7-79-198-1 | weitere Bilder |
| Kirchstraße 4 (Standort)          | Katholische Pfarrkirche St. Richard                                       | flachgedeckter Saalbau mit nicht eingezogenem Rechteckchor, Turm mit Oktogon und Zeltdach an der Ostseite und Sakristeianbau im Südosten sowie mit Sonnenuhr am Turm 1739 (bezeichnet), Turmunterbau wohl 14. Jahrhundert, um 1480 Neubau der Kirche, 1643 nach Zerstörungen wiederhergestellt und wohl auch Turmerhöhung, im 18. Jahrhundert Sakristeianbau; mit Ausstattung | D-7-79-198-2 | weitere Bilder |
| Schloßstraße 2, 2 a, 5 (Standort) | Ehemaliges Schloss                                                        | winklig angeordnete, zweigeschossige Satteldachbauten, der Hauptbau gegen Westen breiter mit polygonalem Eckturm mit Zwiebelhaube und profilierten Trauf- und Giebelgesimsen, im Kern 17. Jahrhundert, der östliche Flügel wohl 18. Jahrhundert, mehrfach erneuert und verändert, gedeckter Treppenaufgang am Ostflügel wohl 20. Jahrhundert; Torbau, zweigeschossiger Mansardwalmdachbau mit korbbogiger Durchfahrt, 2. Hälfte 18. Jahrhundert; Pavillon, erdgeschossiger Bau auf polygonalem Grundriss mit stichbogiger Öffnung und flankierenden Lisenen, 18. Jahrhundert; Zwei Tore, mit stichbogiger Durchfahrt, das östliche mit Pilastergliederung, 18. Jahrhundert; Einfriedung, 17./18. Jahrhundert, Teile im Westen erneuert; Park, im 19. Jahrhundert als Landschaftsgarten erneuert | D-7-79-198-3 | weitere Bilder |

### Dattenbrunn
| Lage                                 | Objekt     | Beschreibung | Akten-Nr.    | Bild                                                                                             |
| ------------------------------------ | ---------- | ------------ | ------------ | ------------------------------------------------------------------------------------------------ |
| Dattenbrunn 3 (im Garten) (Standort) | Hofkapelle | klein; 1896  | D-7-79-198-4 | [[Vorlage:Bilderwunsch/code!/C:48.88824,10.7926!/D:Dattenbrunn 3 (im Garten), Hofkapelle!/\|BW]] |

### Weilheimerbach
| Lage                        | Objekt                        | Beschreibung | Akten-Nr.    | Bild           |
| --------------------------- | ----------------------------- | --- | ------------ | -------------- |
| Weilheimerbach 5 (Standort) | Katholische Kapelle Herz Jesu | neubarocker Saalbau mit dreiseitigem Schluss, oktogonalem Dachreiter mit Zwiebelhaube über dem Schweifgiebel, Ecklisenen und profiliertem Kranzgesims, 1923; mit Ausstattung | D-7-79-198-6 | weitere Bilder |